# 中華貝綿蟹
中華貝綿蟹（学名：Dynomene sinense）为贝绵蟹科贝绵蟹属的动物。
目前只見於中国大陆的西沙群岛（琛航岛及石島均採有樣本），生活环境为海水，常栖息于浅水岩缝及珊瑚礁丛中。